# فانتزی مردانه
«فانتزی مردانه» (انگلیسی: Male Fantasy) ترانه‌ای از خواننده و ترانه‌پرداز آمریکایی، بیلی آیلیش و آخرین قطعهٔ دومین آلبوم استودیویی او به نام خوشحال‌تر از همیشه (۲۰۲۱) است. این ترانه توسط بیلی آیلیش و برادرش فینیس اوکانل نوشته شده و برادرش تهیه‌کنندگی ترانه را نیز انجام داده است.

## جدول‌های موسیقی
| جدول (۲۰۲۱)                                         | بالاترین جایگاه |
| --------------------------------------------------- | --------------- |
| استرالیا (ای‌آرآی‌ای)                                 | ۵۹              |
| کانادا (۱۰۰ تک‌آهنگ داغ کانادا)                      | ۶۲              |
| ۲۰۰ آهنگ جهانی (بیلبورد)                            | ۸۱              |
| پرتغال (ای‌اف‌پی)                                     | ۸۰              |
| هیت‌سیکر سوئدی (فهرست برترین‌های سوئد)                | ۹               |
| پخش جاری صوتی بریتانیا (اوسی‌سی)                     | ۹۱              |
| ایالات متحده فوران‌کننده زیر ۱۰۰ آهنگ داغ (بیلبورد)  | ۲               |
| ترانه‌های داغ راک و آلترناتیو ایالات متحده (بیلبورد) | ۲۰              |

## گواهی‌نامه‌ها
| منطقه                                   | گواهی  | واحد گواهی‌شده/فروش |
| --------------------------------------- | ------ | ------------------ |
| استرالیا (آی‌اف‌پی‌آی استرالیا)            | طلا    | ۳۵٬۰۰۰             |
| برزیل (پرو موزیکا برزیل)                | پلاتین | ۴۰٬۰۰۰             |
| رقم فروش+پخش جاری تنها بر پایهٔ گواهی‌ها. |        |                    |